# Миличина пећина
Миличина пећина се налази у атару Петровог Села, на локацији Почивало, дужине је 156m и денивелације 14m.
Пећина се налази у изданку горњојурских кречњака на развођу Косовице и Подвршке реке. Вода две краће понорнице у сливу Косовице подземно пробија развође и прелази у слив Подвршке реке, где извире кроз Миличину пећину (390 м.н.в.). Локално становништво утврдило је ову хидролошку везу бацањем пиљевине у понор, а морфологија и пружање пећинског канала то потврђују. Осим активног улаза, постоји и суви улаз кроз вртачу чије се дно урушило у пећински канал. Водени ток пролази целом дужином пећине и по дну на неким сегментима таложи калцијум-карбонат. Постојање и ерозионих и акумулационих облика указује на вишеструко мењање хемизма воде у пећини.